# Stribog (groupe)
Pour la divinité slave du vent, du ciel et de l'air, voir Stribog.
 (septembre 2015).
Stribog est un groupe de folk metal croate, originaire de Zagreb. Il est formé en 2005.  Son nom provient de celui de la divinité slave Stribog, dieu du vent, du ciel et de l'air.

## Biographie
Formé en 2005, le groupe enregistre et sort sa première démo Za vječan ponost i čast en 2006 contenant principalement des chansons instrumentales, ainsi que trois chansons. En 2007, ils publient leur premier single Nyia - Religija krvi qui sera limité par 33 exemplaires. La même année, ils sortent une compilation Zora nad zemljama Slavenskim contenant toutes les chansons que le groupe avait composé depuis sa création. En mai 2007, ils se séparent pour se reformer en juillet 2007.
En 2010, ils signent un contrat avec la maison de disque Murderous Music Production qui leur permet de sortir leur premier album U okovima vječnosti le 1er mai 2010. L'album est bien accueilli par la presse spécialisée,. Le 29 avril 2014, ils annoncent sur leur page Facebook être en train de travailler sur un nouvel album annoncé comme « immense » puisqu'il est prévu qu'il contienne plus d'une dizaine de chansons.
Le 2 avril 2015, le groupe confirme sur sa page Facebook sa participation au Valhalla Metal Festival 2015 pour le 8 mai,. Le 22 avril 2015, sur cette même page, Stribog annonce que l'enregistrement de leur prochain album a commencé.

## Membres

### Membres actuels
- Tea - chant (depuis 2005)
- Sergej - basse (depuis 2005)
- Nikola Mrkša - guitare (depuis 2005)
- Darko Ćosić - batterie (2006, depuis 2007)
- Ivan Mrkoci - batterie (2006-2007), guitare (depuis 2010)
- Dunja Zbiljski - flûte (depuis 2013)
- Tomislav - chant (depuis 2010)

### Anciens membres
- Petra - synthétiseur
- Ana - synthétiseur
- Khuzd - sifflet
- Knez Svitogor - synthétiseur, chant (2005-2007)
- Vitorog - chant (2005)
- Pikuolis - chant (2006-2007)
- Khorz - basse (2007)
- Void - guitare (2007-2010), chant (2007)
- Robert Perica - synthétiseur (2007-2010)
- Ana Ćapalija - chant (2007-2010)
- Ivo - sifflet (2007)
- Vinija - synthétiseur (2010)

## Discographie

### Album studio
- 2010 : U okovima vječnosti

### Démo et single
- 2006 : Za vječan ponost i čast (démo)
- 2007 : Nyia - Religija krvi (single)

### Compilation
- 2007 : Zora nad zemljama Slavenskim